# (12819) Susumutakahasi
(12819) Susumutakahasi es un asteroide perteneciente al cinturón de asteroides descubierto el 12 de mayo de 1996 por Robert H. McNaught y Yasukazu Ikari desde Moriyama, Japón.

## Designación y nombre
Designado provisionalmente como 1996 JO. Fue nombrado por Susumu Takahasi (n. 1958), quien es director del Observatorio Astronómico Dynic "Tenkyukan", es un apasionado de la educación astronómica y un excelente observador de estrellas variables.

## Características orbitales
Susumutakahasi está situado a una distancia media del Sol de 3,123 ua, pudiendo alejarse hasta 3,248 ua y acercarse hasta 2,998 ua. Su excentricidad es 0,040 y la inclinación orbital 7,331 grados. Emplea 2016,08 días en completar una órbita alrededor del Sol.
Los próximos acercamientos a la órbita de Júpiter ocurrirán el 11 de septiembre de 2059, el 19 de diciembre de 2069 y el 20 de febrero de 2132.

## Características físicas
La magnitud absoluta de Susumutakahasi es 13,06. Tiene 10,346 km de diámetro y su albedo se estima en 0,137. 